# Xeropigo camilae
Xeropigo camilae là một loài nhện trong họ Corinnidae.
Loài này thuộc chi Xeropigo. Xeropigo camilae được miêu tả năm 2007 bởi De Souza & Bonaldo.